# Elisabetta Gregoraci
Elisabetta Gregoraci (Soverato, 8 febbraio 1980) è una conduttrice televisiva, showgirl ed ex modella italiana.

## Biografia
I suoi primi passi nel mondo dello spettacolo risalgono al 1997 quando, eletta Miss Calabria al concorso di bellezza Miss Italia, prese parte alle finali nazionali di Salsomaggiore Terme, dove ottiene il titolo di Miss Sorriso arrivando al 24º posto: in seguito ebbe una carriera come modella sfilando, tra gli altri, per Dolce & Gabbana, Giorgio Armani, Ermanno Scervino, Egon von Fürstenberg. Nel 1999 debutta come attrice ne Il cielo in una stanza di Carlo Vanzina, mentre nel 2000 fa una breve apparizione per Carlo Verdone in C'era un cinese in coma. Nel 2002 partecipa al programma televisivo Veline, gareggiando con altre ragazze per ottenere il ruolo nello show Striscia la notizia. Il 28 marzo 2003 ha preso parte al varietà di Canale 5 Ciao Darwin.
Dal dicembre 2003 è testimonial della Regione Calabria nell'ambito del "progetto pilota" denominato CRPTC Centro Regionale per la Promozione Turistica e Culturale. Lavora come modella e comparsa in diversi film e fiction andate in onda in prima visione su Rai 1 (Le ragazze di piazza di Spagna e Un medico in famiglia di Riccardo Donna) e nella sitcom di Canale 5 Il mammo, per poi approdare alla conduzione del programma Euro 2000 in onda in syndication su Italia 7. Nel 2004 è stata scelta come testimonial nazionale e internazionale dalla marca di biancheria intima Wonderbra. Nello stesso anno lavora per Rai 2 prima come inviata tra il pubblico del programma BravoGrazie, poi come ballerina in coppia con Ilaria Spada di Libero condotto da Teo Mammucari e poi come co-conduttrice di Starflash, programma condotto da Jerry Calà con Elenoire Casalegno. In seguito conduce Destinazione Sanremo con Pippo Baudo e Claudio Cecchetto su Rai 2.
All'inizio del 2005 partecipa al reality show di Rai 1 Ritorno al presente. Nell'estate 2005 è valletta del quiz Il malloppo, condotto da Pupo su Rai 1 in fascia oraria preserale e il 5 settembre conduce, insieme a Loredana Miele e Franco Di Mare, lo speciale di Rai 1 dedicato alla finale di Sognando Hollywood, concorso per nuovi talenti. Tra il 2005 ed il 2006 conduce, su Rete 4, numerose puntate della rubrica Sipario del TG4, chiamata dal Direttore della testata Emilio Fede, che le affida, nello stesso periodo, anche la conduzione delle previsioni del tempo nell'edizione delle 19 del TG4. Nell'autunno 2005 posa insieme ad altre 12 showgirl per il calendario Woman for Planet 2006 venduto in allegato alla rivista lifestyle GOO! nelle edicole italiane. Parte del ricavato del calendario è stato devoluto all'associazione ambientalista forPlanet presieduta dalla presentatrice Tessa Gelisio per la tutela delle foreste della Bolivia. Nel dicembre 2006 posa per l'edizione spagnola di Playboy, apparendo in copertina e riscuotendo notevole successo.
A settembre 2006 è chiamata da Paola Perego nel gruppo dei conduttori di Buona Domenica su Canale 5 per l'edizione 2006-2007. Nel contesto del programma Gregoraci partecipa a varie coreografie e, in coppia con la showgirl Sara Varone, alla conduzione del Tg rosa ed entrambe vengono confermate nel cast anche per l'edizione 2007-2008. Dal 10 agosto 2009, per quattro settimane in prima serata, conduce Celebrity Bisturi! su Italia 1, un reality show dedicato alla chirurgia estetica di cui Brigitte Nielsen è la protagonista. Nell'anno 2009 viene nominata dall'edizione spagnola di GQ "Donna dell'anno".
Nel 2010 recita, al fianco di Massimo Boldi, nella fiction di Mediaset Fratelli Benvenuti nel ruolo di Chiara. La fiction, diretta da Paolo Costella, è andata in onda in prima visione in primavera su Canale 5 e in estate su Rete 4. Nell'autunno 2011 è tra i concorrenti vip della prima edizione del talent show Baila! condotto da Barbara D'Urso su Canale 5, che vince in coppia con Costantino Vitagliano. Dal 14 novembre 2012 conduce per 12 puntate settimanali la prima edizione del varietà comico Made in Sud nella seconda serata di Rai 2 ottenendo un buon successo di ascolti, critica e pubblico. Dopo aver partecipato in coppia con Elena Santarelli come ospite-concorrente alla prima puntata del 22 febbraio 2013 del game show di Rai 1 Red or Black? - Tutto o niente, la Gregoraci conduce, su Rai 2 in seconda serata, la seconda edizione di Made in Sud per 13 puntate settimanali, più due speciali in prima serata in giugno, a partire dal 28 febbraio 2013.. Il programma viene riconfermato anche per le stagioni successive (2012-2013, 2013-2014, 2014-2015 e 2015-2016) andando in onda, sempre su Rai 2, ma questa volta in prima serata (su modello del programma rivale di Italia 1). Nell'ottobre 2014 scrive e pubblica il libro di fiabe per bambini Mamma Elisabetta racconta. Nel 2015 è protagonista del videoclip della canzone di Umberto Tozzi Sei tu l'immenso amore mio, girato a Venezia.
Nell'ottobre 2015 partecipa assieme a Lorella Cuccarini, Enzo Iacchetti e il Mago Forest alla prima edizione del varietà di prima serata Stasera tutto è possibile, condotto da Amadeus su Rai 2. Nel 2016 conduce, insieme a Fatima Trotta e al duo comico Gigi e Ross, la settima edizione di Made in Sud in onda in prima serata su Rai 2 dal 23 febbraio al 10 maggio. È attrice nel film cinematografico My Father Jack che è uscito nelle sale italiane nel maggio 2016. Nell'ottobre 2016 partecipa alla seconda edizione del varietà di prima serata Stasera tutto è possibile, condotto sempre da Amadeus su Rai 2. Sempre nell'anno 2016 viene scelta dalla Lega Italiana per la Lotta ai Tumori come testimonial. È protagonista del film Mata Hari, diretto da Rossana Siclari e interpretato da John Savage, che viene presentato alla 73ª Mostra internazionale d'arte cinematografica di Venezia nel 2016 e distribuito in tutta Italia nell'ottobre dello stesso anno. Il film è stato anche presentato al 12° Los Angeles Italia Film Festival nel febbraio del 2017. Sempre nel 2017 presenta, insieme a Gigi D'Alessio e Fatima Trotta, l'ottava edizione di Made in Sud in onda in prima serata su Rai 2 dal 14 marzo al 30 maggio. Nell'estate dello stesso anno conduce, insieme ad Alan Palmieri, lo show musicale di Radionorba Battiti Live in onda in prima serata su Italia 1.  A settembre di quell'anno esce nelle sale italiane il film Mandarini napoletani, in cui recita.
Nell'estate 2018 è di nuovo la presentatrice, insieme ad Alan Palmieri, del varietà musicale Battiti Live in onda in prima serata su Italia 1, che presenterà anche nelle edizioni successive. Nel settembre 2018 recita nel film Ammen, diretto da Ciro Villano. Nell'ottobre 2018 è nel film di Mimmo Calopresti Aspromonte - La terra degli ultimi, al fianco di Sergio Rubini, Marcello Fonte e Valeria Bruni Tedeschi. Nel 2019 ritorna su Rai 2 come ospite fissa della 13ª edizione di Made in Sud, da lei condotta precedentemente dal 2012 al 2017 e stavolta con la conduzione di Stefano De Martino e Fatima Trotta. Nel 2020 partecipa come concorrente alla quinta edizione del Grande Fratello VIP, abbandonando la casa dopo tre mesi. A inizio 2024 ha affiancato Gigi e Ross nella conduzione del programma in onda su Rai 2 Mad in Italy. Nel settembre dello stesso anno è chiamata a condurre, ancora su Rai 2, il nuovo programma Questioni di stile nella fascia della seconda serata. Nella primavera del 2025 conduce invece Audiscion, nuovo show nel quale è affiancata da Gigi e Ross e che va in onda in prima serata su Rai 2.

### Vita privata
Nell'estate 2006 balza al centro della cronaca rosa internazionale per la relazione con l'imprenditore Flavio Briatore, in quel periodo direttore generale della scuderia di Formula 1 della Renault, a seguito di un incontro avvenuto nel novembre 2005. Briatore e Gregoraci si sposano il 14 giugno 2008 e nel 2010 nasce Nathan Falco Briatore. Il 23 dicembre 2017 i due firmano la separazione consensuale.

## Procedimenti giudiziari
Nell'estate 2005 balza al centro della cronaca perché presente in intercettazioni telefoniche relative all'inchiesta Vallettopoli, condotta dal pubblico ministero Henry John Woodcock di Potenza a causa d'intercettazioni telefoniche che la inquadrano in un giro di raccomandazioni nella televisione di Stato in cambio di favori sessuali e viene allontanata dalla Rai nell'agosto 2006. Da un'intercettazione di Salvatore Sottile, ex portavoce di Gianfranco Fini e del suo autista del 9 marzo 2005, pubblicata sul quotidiano Corriere della Sera dopo l'estate 2006, emerge come l'autista sia stato mandato più volte da Salvatore Sottile a prendere la Gregoraci a casa con l'auto di servizio per portarla alla Farnesina. Sia Sottile che la Gregoraci, durante l'interrogatorio condotto dal PM Woodcock, cambieranno più volte la loro versione. Le accuse nei confronti di Sottile e Sangiovanni vengono definitivamente archiviate nel febbraio 2007.
Nel 2010 viene indagata, insieme al marito Flavio Briatore e a fianco di nomi come Stefania Sandrelli, lo stilista Valentino e molti altri volti del jet set dalla Procura della Repubblica di Roma per alcuni presunti reati fiscali. Il procedimento è stato poi archiviato a luglio del 2012 con decreto firmato dal G.I.P. Antonella Capri del Tribunale ordinario di Roma.

## Filmografia

### Attrice

#### Cinema
- Il cielo in una stanza, regia di Carlo Vanzina (1999)
- C'era un cinese in coma, regia di Carlo Verdone (2000)
- Si sente che sono calabrese? - Le avventure di Franco al nord!, regia di Franco D'Olisera (2004)
- My Father Jack, regia di Tonino Zangardi (2016)
- Mata Hari, regia di Rossana Patrizia Siclari (2016)
- Made in China napoletano, regia di Simone Schettino (2017)
- Ammen, regia di Ciro Villano (2018)
- Aspromonte - La terra degli ultimi regia di Mimmo Calopresti (2019)

#### Televisione
- Le ragazze di piazza di Spagna 3 – serie TV (2000)
- Un medico in famiglia – serie TV (2003)
- Il mammo – serie TV (2004)
- Fratelli Benvenuti – serie TV (2010)

#### Videoclip
- Sei tu l'immenso amore mio di Umberto Tozzi (2015)
- Immagina di Angelo Schettino (2016)
- Per sempre di Angelo Schettino (2017)

## Programmi televisivi
- Miss Italia (Rai 1, 1997) concorrente
- Euro 2000 (Italia 7, 2000)
- Veline (Canale 5, 2002) concorrente
- Destinazione Sanremo (Rai 2, 2002)
- Libero (Rai 2, 2004)
- Starflash (Rai 2, 2004)
- BravoGrazie (Rai 2, 2004) inviata
- Ritorno al presente (Rai 1, 2005) concorrente
- Il malloppo (Rai 1, 2005)
- Affari tuoi speciale (Rai 1, 2005)
- Sognando Hollywood (Rai 1, 2005)
- Sipario del TG4 (Rete 4, 2005-2006)
- Buona Domenica (Canale 5, 2006-2008)
- Celebrity Bisturi! (Italia 1, 2009)
- L'estate sta finendo (Rai 1, 2010)
- Baila! (Canale 5, 2011) concorrente
- Made in Sud (Rai 2, 2012-2017, 2019)
- Milano-Roma - In viaggio con i Gialappa's (Rai 2, 2016)
- Battiti Live (Radionorba TV, Telenorba, Italia 1,  2017-2023)
- Grande Fratello VIP (Canale 5, 2020) concorrente
- Zecchino d'Oro (Rai 1, 2021) giurata
- Nudi per la vita (Rai 2, 2022) concorrente
- Mad in Italy (Rai 2, 2024)
- Questioni di stile (Rai 2, 2024)
- Audiscion (Rai 2, 2025)

## Libri
- Mamma Elisabetta racconta...: favole, ricordi e piccole ricette d'amore, Reggio Emilia, Imprimatur, 2014, ISBN 978-88-6830-209-2.